# Krznarić
Krznarić (Krznaric, Kerznarich, Krznarich) je hrvatsko prezime nastalo pretvaranjem zanata krznar.

## Poznati Krznarići
- Fran Krznarić, hrvatski plivač
- Ivan Krznarić (1891. – 1964.), hrvatski novinar
- Zvonimir Krznarić, (1938. – 2011.), hrvatski arhitekt

## Podrijetlo prezimena
U Hrvatskoj 2014. godine živilo je oko dvije tisuće Krznarića.

## Povijesni izvori o prezimenu Krznarić
Stari Otočki rod. Najstarija rodovska zajednica Krznarića nastala je u 15. st. na području Gacke. Prvi put se ovo prezime spominje god. 1508. u okolici Kosinja, u selu Šćitari (Jandrija Krznarić). 
U popisu porodica tvrđavnog naselja Otočac i vojne posade tvrđave Otočac, ova obitelj se spominje 1551. godine. Razvijaju rodovska naselja Lug i Varoš, a nekoliko obitelji iseljava u Gradišće u Austriji. Održali su se sve do kraja 17. st. u tvrđavnom naselju Otočac. U 17. st. Krznarići se iz Otočca raseljavaju u Brinje, Križpolje, Letinac, Lipice i Stajnicu. U brinjskom tvrđavnom naselju imali su god. 1701. pet porodica. Krznarići su uglavnom služili kao graničarski časnici, pa su zbog potrebe službe naselili i druge dijelove Like, posebno u Udbinu.
Grana Krznarića je iz okolice Brinja naseljena prije otprilike 350 godina u Slankamen u Srijemu. Naselila ih je Marija Terezija kao odane i dobre vojskovođe kako bi branili Vojnu krajinu i carstvo od Turaka

## Grb
Plemstvo i grb podijelio je kralj Leopold I. 8. ožujka 1668. godine Gregoru Krznariću. Hrvatski Sabor potvrdio je ovu odluku 6. studenog 1668.
Štit: U plavome štitu srebrni jednorog stoji na zadnjim nogama. 
Nakit: Iznad štita, zlatna okrunjena kaciga iz koje izlazi isti jednorog kao u štitu. 
Plašt: Srebrno - plavi.